# Axilo
En la mitología griega, Axilo (Ἄξυλος) fue uno de los participantes de la guerra de Troya. Junto con su escudero Calesio murió a manos de Diomedes. Hijo de Teutra, vivía en la ciudad de Arisbe, que tomaba su nombre de una de las esposas de Príamo. Asio, señor de la ciudad e hijo de Arisbe, acudió en auxilio de Príamo al estallar el conflicto y llevó consigo a su hermano Niso y numerosos súbditos, entre ellos Axilo.
En la Ilíada, Homero lo presenta como un hombre rico y en extremo hospitalario que, a causa de esta tendencia, se había ganado a lo largo de su vida la amistad de numerosas personas. Sin embargo, señala el poeta que en su lucha con Diomedes ninguna de ellas acudió a prestarle socorro, por lo que murió acompañado tan solo de su escudero, quien corrió la misma suerte.